# Championnat d'Uruguay de football 1915
Navigation
Édition précédente Édition suivante
| \| Montevideo: · Central · Peñarol · Nacional · Wanderers · River Plate · Reformers · Independencia · Defensor · Bristol Montevideo Universal \| Localisation des clubs engagés dans le championnat. |
| Montevideo: · Central · Peñarol · Nacional · Wanderers · River Plate · Reformers · Independencia · Defensor · Bristol Montevideo Universal                                                           |

La 15e édition du championnat d'Uruguay de football est remportée par le Club Nacional de Football. C’est le quatrième titre de champion du club. Le Nacional l’emporte avec 2 points d’avance sur le Club Atlético Peñarol. Universal monte pour la première fois sur le podium. 
Un nouveau club, le Defensor Sporting Club, fait son apparition dans l’élite uruguayenne. Le Bristol Football Club fait lui son retour en première division. Le championnat passe donc de 8 à 10 équipes.

## Les clubs de l'édition 1915
| Club                             | Stade         | Capacité | Ville            |
| -------------------------------- | ------------- | -------- | ---------------- |
| Bristol Football Club            | -             | -        | Montevideo       |
| Central Español Fútbol Club      | -             | -        | Montevideo       |
| Defensor Sporting Club           | -             | -        | Montevideo       |
| Club Atlético Independencia      | -             | -        | Montevideo       |
| Montevideo Wanderers Fútbol Club | -             | -        | Montevideo       |
| Club Nacional de Football        | -             | -        | Montevideo       |
| Club Atlético Peñarol            | Villa Peñarol | -        | Montevideo       |
| Reformers Football Club          | -             | -        | Montevideo       |
| River Plate Football Club        | -             | -        | Montevideo       |
| Universal Football Club          | -             | -        | San José de Mayo |

## Compétition

### Classement
Le classement est établi sur le barème de points suivant : victoire à 2 points, match nul à 1, défaite à 0.
| Rang | Équipe                      | Pts | J  | G  | N | P  | Bp | Bc | Diff |
| ---- | --------------------------- | --- | -- | -- | - | -- | -- | -- | ---- |
| 1    | Club Nacional de Football   | 29  | 18 | 13 | 3 | 2  | 33 | 9  | +24  |
| 2    | Club Atlético Peñarol       | 27  | 18 | 12 | 3 | 3  | 37 | 8  | +29  |
| 3    | Universal Football Club     | 23  | 18 | 10 | 3 | 5  | 29 | 25 | +4   |
| 4    | Defensor Sporting Club      | 20  | 18 | 9  | 2 | 7  | 16 | 20 | -4   |
| 5    | Montevideo Wanderers        | 19  | 18 | 9  | 1 | 8  | 19 | 23 | -4   |
| 6    | River Plate T               | 17  | 18 | 7  | 3 | 8  | 18 | 15 | +3   |
| 7    | Central Español Fútbol Club | 15  | 18 | 7  | 1 | 10 | 15 | 19 | -4   |
| 8    | Reformers Football Club     | 13  | 18 | 5  | 3 | 10 | 10 | 20 | -10  |
| 9    | Bristol Football Club       | 11  | 18 | 5  | 1 | 12 | 9  | 27 | -18  |
| 10   | Club Atlético Independencia | 6   | 18 | 2  | 2 | 14 | 9  | 29 | -20  |

| Légende : Qualifications et relégations | Légende : Qualifications et relégations |
| --------------------------------------- | --------------------------------------- |
|                                         | Champion d’Uruguay                      |
|                                         | Relégation en deuxième division         |
|                                         | T : Tenant du titre P : Promus          |

## Bilan de la saison
| Championnat d'Uruguay de football 1915         |                                                   |
| Champion                                       | Club Nacional de Football (4e titre)              |
| Promotions et relégations                      |                                                   |
| Promus en Primera División                     | Dublin Football Club                              |
| Relégués en Division Intermédiaire de football | Bristol Football Club Club Atlético Independencia |